# نانسی همیلتون
نانسی همیلتون (انگلیسی: Nancy Hamilton؛ ۲۷ ژوئیه ۱۹۰۸ – ۱۹۸۵) نویسنده، بازیگر، نمایش‌نامه‌نویس، ترانه‌سرا و تهیه‌کننده اهل ایالات متحده آمریکا است. او برای فیلم هلن کلر در داستان خودش برنده جایزه اسکار بهترین فیلم مستند (۱۹۵۴) شده است.